# Richard Grove
Richard Grove (* 1955 in Phoenix, Arizona) ist ein US-amerikanischer Schauspieler, Synchronsprecher und Machinima-Künstler.

## Leben
Grove wurde als Ricky Grove 1955 in Phoenix geboren. Nach Abschluss der Schule besuchte er die Arizona State University, die er mit einem Bachelor of Fine Arts abschloss. Danach besuchte er in den späten 1970er Jahren die Yale School of Drama, wo er seinen Master ablegte. Danach zog er Mitte der 1980er Jahre nach New York City, wo er vor allem am Theater auftrat. Später lebte er in Aspen in Colorado, wo er längere Zeit am Snowmass Repertory Theatre tätig war. Danach folgte ein Umzug nach Los Angeles, wo Grove verstärkt für Film und Fernsehen tätig war. Seine vermutlich bekannteste Rolle hatte er 1992 in Sam Raimis Horrorkomödie Armee der Finsternis an der Seite von Bruce Campbell und Embeth Davidtz. Ab Mitte der 1990er Jahre arbeitete Grove in Santa Monica für ein kleines Theater.
Danach wandte er sich verstärkt der Produktion von Machinima zu. Unter anderem schreibt Grove für die Digitalkunst-Webseite renderosity.com und führt jährlich in Second Life die sogenannte Machinima Expo durch. Unter machiniplex.net betrieb Grove ein Archiv für Machinima-Videos.
Darüber hinaus arbeitet er für den Iliad Bookshop in Los Angeles. Er lebt mit seiner Lebensgefährtin, der Schriftstellerin und Drehbuchautorin Lisa Morton, in Los Angeles.

## Filmografie
- 1990: Hardball (Fernsehserie, eine Folge)
- 1999: Ein gesegnetes Team (Father Dowling Mysteries, Fernsehserie, eine Folge)
- 1990: Die Fälle der Rosie O’Neill (The Trials of Rosie O’Neill, Fernsehserie, eine Folge)
- 1990: Gnadenlose Jagd (Hunter, Fernsehserie, eine Folge)
- 1990: Jake und McCabe (Jake and the Fatman, Fernsehserie, zwei Folgen)
- 1990: Beinahe ein Engel (Almost an Angel)
- 1990–1991: L.A. Law – Staranwälte, Tricks, Prozesse (L.A. Law, Fernsehserie, zwei Folgen)
- 1991: Space Killers (Not of This World, Fernsehfilm)
- 1991: Matlock (Fernsehserie, eine Folge)
- 1991: Shannon’s Deal (Fernsehserie, eine Folge)
- 1991: Gefährliche Brandung (Point Break)
- 1991: Zurück in die Vergangenheit (Quantum Leap, Fernsehserie, eine Folge)
- 1991: Unter der Sonne Kaliforniens (Knots Landing, Fernsehserie, zwei Folgen)
- 1991: Eerie, Indiana (Fernsehserie, eine Folge)
- 1992: In der Hitze der Nacht (In the Heat of the Night, Fernsehserie, eine Folge)
- 1992: Die Staatsanwältin und der Cop (Reasonable Doubts, Fernsehserie, eine Folge)
- 1992: Das Gift des Zweifels (Cruel Doubt, Fernsehfilm)
- 1992: Armee der Finsternis (Army of Darkness)
- 1993: Outlaw Cop (Marked for Murder, Fernsehfilm)
- 1993: Die Hölle in mir (Darkness Before Dawn, Fernsehfilm)
- 1993: Geballte Fäuste (Street Knight)
- 1993: Extreme Justice – Ein Cop nimmt Rache (Extreme Justice)
- 1993: Blonder Todesengel (Quick)
- 1993: Perry Mason: The Case of the Killer Kiss (Fernsehfilm)
- 1993–1994: Space Rangers (Fernsehserie, zwei Folgen)
- 1994: Scanner Cop
- 1994: Babylon 5 (Fernsehserie, eine Folge)
- 1995: Outer Limits – Die unbekannte Dimension (The Outer Limits, Fernsehserie, eine Folge)
- 1995: Strange Luck – Dem Zufall auf der Spur (Strange Luck, Fernsehserie, eine Folge)
- 1995: Money Train
- 1996: Superman – Die Abenteuer von Lois & Clark (Lois & Clark: The New Adventures of Superman, Fernsehserie, zwei Folgen)
- 1997: Sabrina – Total Verhext! (Sabrina, the Teenage Witch, Fernsehserie, eine Folge)
- 1997: Emergency Room – Die Notaufnahme (ER, Fernsehserie, eine Folge)
- 2005: Governmentia
- 2005: Cerebral Print: The Secret Files
- 2006: Cineme' Fabrique No. 1
- 2009: Star Wars: A Galaxy in Darkness
- 2011: Clear Skies 3
- 2011: Time Travelers (Kurzfilm)
- 2012: Aliens vs. A-holes